# Prvački trofej 2004. (hokej na travi)
26. Prvački trofej se održao 2004. godine.

## Mjesto i vrijeme održavanja
Održao se od 4. do 12. prosinca 2004.
Utakmice su se igrale na Nacionalnom hokejaškom stadionu u pakistanskom gradu Lahoreu. Turnir se tako nakon 6 godina vratio u Pakistan.

## Natjecateljski sustav
Igralo se po jednostrukom ligaškom sustavu. Za pobjedu se dobivalo 3 boda, za neriješeno 1 bod, a za poraz nijedan bod. 
Nakon ligaškog dijela, igralo se za poredak. Prvi i drugi na ljestvici su doigravali za zlatno odličje, treći i četvrti za brončano odličje, a peti i šesti na ljestvici za 5. i 6. mjesto. 6. je ispadao u niži natjecateljski razred.

## Sudionici
Sudjelovali su domaćin Pakistan, branitelj naslova Nizozemska, Njemačka, Indija, Novi Zeland i Španjolska. 
Olimpijski pobjednik Australija je bojkotirala natjecanje nakon što je dobila negativnu ocjenu svoje vlade o Pakistanu kao putnom odredištu. Indija je ušla kao zamjena. Njemačka je poslala svoju drugu postavu nakon Olimpijskih igara. 

### Nizozemska
```
Vratari:
 
 
Guus Vogels
                  
HGC

 
Klaas Veering
                
Amsterdam
```

```
Obrana:
 
 
Robert van der Horst
         
Oranje Zwart

 
Geert-Jan Derikx
             
HC Klein Zwitserland

 
Jesse Mahieu
                 
Amsterdam

 
Taeke Taekema
                Canterbury (
Nieuw-Zeeland
)
 
Sander van der Weide
         
Real Club de Polo
 (
Spanje
)
```

```
Vezni red:
 
 
Jeroen Delmee
 (kapetan)      
Hockeyclub 's-Hertogenbosch

 
Rob Derikx
                   
SCHC

 
Floris Evers
                 
SCHC
)
 
Timme Hoyng
                  
Amsterdam

 
Teun de Nooijer
              
HC Bloemendaal
```

```
Navala:

 
Ronald Brouwer
               
HGC

 
Matthijs Brouwer
             
Hockeyclub 's-Hertogenbosch

 
Karel Klaver
                 
HC Bloemendaal

 
Nick Meijer
                  
HC Bloemendaal

 
Rob Reckers
                  
Oranje Zwart

 
Roderick Weusthof
            
SCHC
```

```
Trener (ad-interim):
          
Terry Walsh

Pomoćni trener:
               
Michel van den Heuvel

Menedžer:
                     
Harrie Delmee

Liječnik:
                     Jan Derk Lugard

Fizioterapeuti:
               Erik Gemser, Jan Stappenbelt

Videoman:
                     Lars Gillhaus

Video-asistent
:               
Eric Verboom
```

### Njemačka
Trener: Bernhard Peters
| 1. Ulrich Bubolz (vratar) 2. Adrian Kühn (vratar) 3. Ulrich Klaus 4. Philipp Crone (kapetan) 5. Eike Duckwitz 6. Carlos Nevado 7. Christian Wein 8. Christoph Menke 9. Maik Günther | 1. Niklas Meinert 2. Till Kriwet 3. Benedikt Sperling 4. Michael Purps 5. Florian Keller 6. Oliver Hentschel 7. Jan-Marco Montag 8. Nicolas Emmerling 9. Moritz Falcke |

### Indija
Trener: Gerhard Rach
| 1. Devesh Chauhan (vratar) 2. Dilip Tirkey (kapetan) 3. Sandeep Singh 4. Vivek Gupta 5. Girish Pimpale 6. Adrian d'Souza (vratar) 7. William Xalxo 8. Viren Rasquinha 9. Ignace Tirkey | 1. Prabodh Tirkey 2. VS Vinaya 3. Hari Prasad 4. Arjun Halappa 5. Adam Sinclair 6. Harpal Singh 7. Vikram Pillay 8. Tushar Khandekar 9. Sundeep Michael |

### Novi Zeland
Trener: Kevin Towns
| 1. Simon Towns (kapetan) 2. Mitesh Patel 3. David Kosoof 4. Darren Smith 5. Wayne McIndoe 6. Dion Gosling 7. Blair Hopping 8. Dean Couzins 9. Ryan Archibald | 1. Bradley Shaw 2. Dharmesh Puna 3. Bevan Hari 4. Paul Woolford (vratar) 5. Kyle Pontifex (vratar) 6. Phillip Burrows 7. James Nation 8. Lloyd Stephenson 9. Gareth Brooks |

### Pakistan
Trener: Roelant Oltmans
| 1. Salman Akbar (vratar) 2. Kashif Jawwad 3. Mudassar Ali Khan 4. Ghazanfar Ali 5. Muhammad Saqlain 6. Waseem Ahmad (kapetan) 7. Dilawar Hussain 8. Rehan Butt 9. Sohail Abbas | 1. Zeeshan Ashraf 2. Shabbir Hussain 3. Nasir Ahmed (vratar) 4. Adnan Maqsood 5. Shakeel Abbasi 6. Tariq Aziz 7. Muhammad Imran 8. Akhtar Ali 9. Adnan Zakir |

### Španjolska
Trener: Maurits Hendriks
| 1. Bernardino Herrera (vratar) 2. Santi Freixa 3. Pau Quemada 4. Francisco "Kiko" Fábregas 5. Andreu Enrich 6. Juan Escarré (kapetan) 7. Alex Fábregas 8. Alberto Esteban 9. Ramón Alegre | 1. Víctor Sojo 2. Albert Sala 3. Rodrigo Garza 4. Sergi Enrique 5. Eduard Arbos 6. Francisco Cortés (vratar) 7. David Alegre 8. Ignacio Arbos 9. Juan Fernández |

## Rezultati nakon prvog dijela
| 4. prosinca 2004. 10:00 |       |                                                     |                                    |
| Novi Zeland             | 2 : 5 | Nizozemska                                          | Suci: Hamish Jamson Muhammad Faizi |
| Hari 29', 42'           |       | Taekema 25', 50' Brouwer 31' Reckers 44' Klaver 60' | Suci: Hamish Jamson Muhammad Faizi |

| 4. prosinca 2004. 12:00 |       |                                               |                              |
| Indija                  | 0 : 4 | Španjolska                                    | Suci: Tim Pullman Ged Curran |
|                         |       | Fábregas 40' Arbos 60' Freixa 63' Escarré 64' | Suci: Tim Pullman Ged Curran |

| 4. prosinca 2004. 15:00         |       |            |                                 |
| Pakistan                        | 3 : 1 | Njemačka   | Suci: Rob ten Cate Daniel Santi |
| Abbas 34' Abbasi 52' Jawwad 64' |       | Montag 40' | Suci: Rob ten Cate Daniel Santi |

| 5. prosinca 2004. 10:00                               |       |                                            |                                        |
| Nizozemska                                            | 5 : 4 | Indija                                     | Suci: Daniel Santi Rashad Mahmood Butt |
| Derikx 10' Taekema 16' De Nooijer 25', 59' Klaver 34' |       | Gupta 5' Vinaya 20' Halappa 45' Pillay 61' | Suci: Daniel Santi Rashad Mahmood Butt |

| 5. prosinca 2004. 13:00 |       |                                                 |                                  |
| Njemačka                | 2 : 5 | Španjolska                                      | Suci: Hamish Jamson Rob ten Cate |
| Keller 25', 55'         |       | Sala 21', 70' Escarré 40' Arbos 41' Quemada 67' | Suci: Hamish Jamson Rob ten Cate |

| 5. prosinca 2004. 15:00 |       |                           |                                 |
| Novi Zeland             | 1 : 3 | Pakistan                  | Suci: Ged Curran Virendra Singh |
| Archibald 39'           |       | Abbasi 49' Abbas 53', 55' | Suci: Ged Curran Virendra Singh |

| 7. prosinca 2004. 10:30     |       |             |                                          |
| Španjolska                  | 3 : 1 | Novi Zeland | Suci: Virendra Singh Rashad Mahmood Butt |
| Quemada 40', 54' Freixa 63' |       | Smith 46'   | Suci: Virendra Singh Rashad Mahmood Butt |

| 7. prosinca 2004. 12:30 |       |                                               |                              |
| Pakistan                | 1 : 4 | Nizozemska                                    | Suci: Ged Curran Tim Pullman |
| Abbas 19'               |       | Brouwer 14' Taekema 39' Klaver 65' Delmee 68' | Suci: Ged Curran Tim Pullman |

| 7. prosinca 2004. 14:30     |       |            |                                    |
| Indija                      | 3 : 1 | Njemačka   | Suci: Hamish Jamson Muhammad Faizi |
| Michael 41', 59' Pillay 68' |       | Montag 21' | Suci: Hamish Jamson Muhammad Faizi |

| 8. prosinca 2004. 11:00                |       |                        |                                          |
| Nizozemska                             | 4 : 2 | Španjolska             | Suci: Hamish Jamson (GBR) Virendra Singh |
| Klaver 15', 45', 69' Derikx 18' (k.u.) |       | Freixa 35' Quemada 57' | Suci: Hamish Jamson (GBR) Virendra Singh |

| 8. prosinca 2004. 13:00 |       |             |                                        |
| Njemačka                | 1 : 1 | Novi Zeland | Suci: Rashad Mahmood Butt Rob ten Cate |
| Montag 44'              |       | Burrows 26' | Suci: Rashad Mahmood Butt Rob ten Cate |

| 8. prosinca 2004. 15:00      |       |              |                                |
| Pakistan                     | 2 : 1 | Indija       | Suci: Daniel Santi Tim Pullman |
| Saqlain 32' Abbas 66' (k.u.) |       | S. Singh 57' | Suci: Daniel Santi Tim Pullman |

| 10. prosinca 2004. 09:00                  |       |          |                               |
| Španjolska                                | 3 : 0 | Pakistan | Suci: Ged Curran Rob ten Cate |
| Fábregas 47' (k.u.) Alegre 53' Freixa 69' |       |          | Suci: Ged Curran Rob ten Cate |

| 10. prosinca 2004. 11:00 |       |                    |                                  |
| Novi Zeland              | 1 : 1 | Indija             | Suci: Tim Pullman Muhammad Faizi |
| Smith 56'                |       | Halappa 62' (k.u.) | Suci: Tim Pullman Muhammad Faizi |

| 10. prosinca 2004. 15:00           |       |                                           |                                        |
| Nizozemska                         | 3 : 4 | Njemačka                                  | Suci: Daniel Santi Rashad Mahmood Butt |
| Meijer 9' Weusthof 35' Taekema 41' |       | Montag 18' Meinert 37' Purps 60' Wein 67' | Suci: Daniel Santi Rashad Mahmood Butt |

### Poredak nakon prvog dijela
```
 1. 
 Nizozemska        5      4     0     1     (21:13)      
12

 2. 
 Španjolska        5      4     0     1     (17: 7)      
12

 
 3. 
 Pakistan          5      3     0     2     ( 9:10)       
9

 
 4. 
 Indija            5      1     1     3     ( 9:13)       
4

 
 5. 
 Njemačka          5      1     1     3     ( 6:13)       
4

 
 6. 
 Novi Zeland       5      0     2     3     ( 6:13)       
2
```

## Doigravanje
- za 5. mjesto

| 12. prosinca 2004. 09:00 |       |             |                                     |
| Njemačka                 | 2 : 1 | Novi Zeland | Suci: Muhammad Faizi Virendra Singh |
| Keller 43', 54'          |       | Hari 68'    | Suci: Muhammad Faizi Virendra Singh |

- za brončano odličje

| 12. prosinca 2004. 11:30       |       |                  |                                |
| Pakistan                       | 3 : 2 | Indija           | Suci: Tim Pullman Rob ten Cate |
| Abbas 4' Butt 27' Ali Khan 54' |       | S. Singh 2', 65' | Suci: Tim Pullman Rob ten Cate |

- za zlatno odličje

| 12. prosinca 2004. 14:30 |       |                                      |                                |
| Nizozemska               | 2 : 4 | Španjolska                           | Suci: Ged Curran Hamish Jamson |
| Taekema 42' Klaver 61'   |       | Quemada 18' Freixa 51', 62' Sojo 57' | Suci: Ged Curran Hamish Jamson |

## Najbolji sudionici
| Najbolji strijelci | Pogodaka   |
| ------------------ | ---------- |
| Karel Klaver       | 7 pogodaka |
| Sohail Abbas       | 6 pogodaka |
| Taeke Taekema      | 6 pogodaka |
| Santiago Freixa    | 6 pogodaka |
| Pau Quemada        | 5 pogodaka |
| Jan-Marco Montag   | 4 pogotka  |
| Florian Keller     | 4 pogotka  |
| Arjun Halappa      | 3 pogotka  |
| Bevan Hari         | 3 pogotka  |
| Sandeep Singh      | 3 pogotka  |

- najbolji igrač:  Karel Klaver
- najveća nada:  Shakeel Abbasi
- najbolji vratar:  Guus Vogels

## Završni poredak
| Mj. | Momčad      |
| --- | ----------- |
| 1.  | Španjolska  |
| 2.  | Nizozemska  |
| 3.  | Pakistan    |
| 4.  | Indija      |
| 5.  | Njemačka    |
| 6.  | Novi Zeland |

| Pobjednici             |
| ---------------------- |
| Španjolska Prvi naslov |